# Arakaki Seishō
Arakaki Seishō (新垣 世璋, chiamato anche Aragaki; Okinawa, 1840 – Naha, 1918) è stato un artista marziale e maestro di karate giapponese.

## Biografia
Era un artista marziale okinawense, nato nel villaggio di Kumemura, (Okinawa), o nelle vicinanze dell'isola di Sesoku. Era un ufficiale della corte reale di Okinawa che si attivò come interprete della lingua cinese andando a Pechino nel settembre del 1870. Si sa molto poco della sua vita e dei suoi allenamenti. L'unico suo maestro conosciuto fu Wai Xinxian (Wai Shinzan) da Fuzhou, una città della provincia di Fujian della dinastia Qing della Cina.
Fu famoso per l'insegnamento dei kata: Unsū, Sesan, Shihohai, Niseishi e Sanchin che furono successivamente adottati da un gran numero di stili di karate e di kata con l'uso delle armi: Aragaki-no-kun, Aragaki-no-sai and Sesoku-no-kun. Aragaki non creò mai degli stili, ma le sue tecniche e i kata si sono sparsi in un gran numero stili moderni di karate e di kobujutsu, anche se il Chitō-ryū è discutibilmente lo stile più vicino ad Aragaki's Tote.